# کانن اف‌ایکس
کانن اف‌ایکس (به انگلیسی: Canon FX) یک دوربین عکاسی فیلم ۱۳۵ تک‌لنزی بازتابی ساخت شرکت کانن است.